# La signora scostumata
La signora scostumata (The Edwardians) è un romanzo di Vita Sackville-West, tra gli ultimi da lei scritti. Si tratta di una chiara critica della società edoardiana e una riflessione sulle esperienze d'infanzia della stessa scrittrice. Appartiene al genere del romanzo di formazione e descrive lo sviluppo di Sebastiano, il protagonista, inserito nella società aristocratica inglese d'inizio Novecento.

## Ambientazione
La storia è ambientata in gran parte a Chevron, un grande possedimento dell'Inghilterra meridionale. Alcune parti del romanzo si svolgono a Londra: a teatro; nella casa di Sylvia o di Teresa con le visite di Sebastiano, e nello studio di Phil. L'arco di tempo in cui si svolge la storia va, indicativamente, dal 1905 al 1911. Il racconto si chiude con la descrizione della partecipazione di Sebastiano alla giornata dell'incoronazione di re Giorgio il 22 giugno 1911.

## I protagonisti
Sebastian: giovane erede di Chevron. Bruno, di bellissimo aspetto, all'inizio della storia ha diciannove anni.
Viola: sorella minore di Sebastiano. Ragazza indipendente, tiene una corrispondenza segreta con Anquetil.
Lucy, duchessa di Chevron: madre di Viola e di Sebastiano. Vedova bella e giovanile, segue le convenzioni sociali della sua classe.
Sylvia, Lady Roehampton: la donna più bella di Londra. Maritata, è grande amica di Lucy. Diventa l'amante di Sebastiano e il suo primo grande amore.
Leonard Anquetil: famoso esploratore. Carattere indipendente, si sottrae alle regole e alle convenzioni sociali.
Teresa Spedding: appartenente alla piccola borghesia. Moglie di un medico, aspira a frequentare la grande società ma si rifiuta a una relazione con Sebastiano.

## Edizioni
- Vita Sackville-West, La signora scostumata, Oscar Mondadori, Arnoldo Mondadori Editore, gennaio 1984,  p. 350.
- Vita Sackwille-West, La signora scostumata, trad. di Henry Furst e Orsola Nemi, Longanesi, Milano, 1952; Corbaccio, Milano, 1995.